# Bonapartia
Bonapartia is een monotypisch geslacht van straalvinnige vissen uit de familie van borstelmondvissen (Gonostomatidae).

## Soort
- Bonapartia pedaliota Goode & T. H. Bean, 1896